# Your Love Is My Drug
"Your Love Is My Drug" – electropopowa kompozycja autorstwa Joshuy Colemana, Keshy Sebert i jej matki, Pebe Sebert, zrealizowana na debiutancki album studyjny amerykańsko-polskiej wokalistki Keshy pt. Animal (2010). Piosenka została wydana na początku czerwca 2010 jako trzeci singel promujący płytę.

## Piosenka
Tekst utworu opowiada o jednym z romansów, który w przeszłości nawiązała Kesha. Artystka porównuje go do uzależnienia narkotykowego.
Piosenka została zaprezentowana przez Keshę widzom telewizyjnego programu Saturday Night Live 17 kwietnia 2010. Drugi raz utwór został zaśpiewany podczas MTV Music Awards w Japonii 29 maja 2010. Artystka wykonała piosenkę także podczas MuchMusic Video Awards w Kanadzie oraz wielokrotnie podczas trasy koncertowej Rihanny, Last Girl on Earth Tour.
Wideoklip do utworu "Your Love Is My Drug" został nakręcony przez twórcę realizującego pod pseudonimem Honey. Powstał 6 i 7 kwietnia 2010 na pustyni w okolicy miejscowości Lancaster w Kalifornii. Teledysk obrazuje miłość wokalistki do tajemniczego mężczyzny.

### Recenzje
Ben Norman, redaktor internetowej encyklopedii About.com, przy okazji recenzji albumu Animal okrzyknął utwór "Your Love Is My Drug" mianem dance-popowego hymnu, lepszego od poprzedniego przeboju Keshy "Tik Tok" pod niemal każdym względem.

## Lista utworów
- Australian CD Single[4]

1. "Your Love Is My Drug" (Album Version)  – 3:06
2. "Your Love Is My Drug" (Instrumental Version)  – 3:06

- United Kingdom Single[5]

1. "Your Love Is My Drug"  – 3:06
2. "Your Love Is My Drug" (Dave Audé Radio)  – 3:49

- United Kingdom EP[6]

1. "Your Love Is My Drug"  – 3:06
2. "Your Love Is My Drug" (Dave Audé Radio)  – 3:49
3. "Your Love Is My Drug" (Bimbo Jones Radio)  – 3:07
4. "Your Love Is My Drug" (Music Video)  – 3:28

## Pozycje na listach
Jeszcze przed oficjalnym wydaniem "Your Love Is My Drug" uplasowała się w pierwszych dwudziestkach amerykańskich, kanadyjskich i nowozelandzkich list przebojów. W USA na Billboard Hot 100 najwyżej zanotował czwartą pozycję, a na Billboard Pop 100 przez dwa tygodnie utrzymywał pierwszą pozycję. W Kanadzie najwyżej osiągnął szóstą pozycję, w Australii trzecią, a w Nowej Zelandii piętnastą. Utwór mniejszą popularnością cieszył się w Europie, gdzie zajął trzydziestą czwartą pozycję. W Wielkiej Brytanii osiągnął trzynaste miejsce, w Irlandii dziesiąte, a w Niemczech dziewiętnastą.
| Państwo              | Najwyższa pozycja |
| -------------------- | ----------------- |
| ARIA                 | 3                 |
| Ö3 Austria Top 40    | 12                |
| Ultratop (Flandria)  | 5                 |
| Ultratop (Walonia)   | 12                |
| Tracklisten          | 34                |
| Euro 100             | 34                |
| Dutch Top 40         | 22                |
| Irish Singles Chart  | 10                |
| Canadian Hot 100     | 6                 |
| Media Control Charts | 19                |
| RIANZ                | 15                |
| Billboard Hot 100    | 4                 |
| Pop 100              | 1                 |
| Hot Dance Club Songs | 1                 |
| UK Singles Chart     | 13                |
| United World Charts  | 8                 |

## Certyfikaty
| Państwo           | Certyfikat |
| ----------------- | ---------- |
| Australia         | [ 20 ]     |
| Nowa Zelandia     | [ 21 ]     |
| Stany Zjednoczone | [ 22 ]     |

## Historia wydania
| Region          | Data             | Format                      |
| --------------- | ---------------- | --------------------------- |
| USA             | 20 kwietnia 2010 | Airplay                     |
| Australia       | 21 maja 2010     | Singel CD                   |
| Wielka Brytania | 6 czerwca 2010   | Singel CD, digital download |